# 経皮毒
経皮毒（けいひどく）とは、日常使われる製品を通じて、皮膚から有害性のある化学物質が吸収されることとして、稲津教久らがその著書で使用している造語。

## 概要
主に健康法に類する著作に多く見られる俗称であり、学術的には用いられない。
横浜国立大学の大矢勝教授は『「経皮毒」を用いて語られる内容は，「経皮毒性」に関して行われてきた数多くの研究成果は全く反映されていない．学術的研究として過去に行われてきた膨大な「経皮毒性」に関するデータや考察が完全に無視され，造語として登場して一部の連鎖販売の勧誘手段の中での殺し文句として独り歩きしてきたのが「経皮毒」である．』と述べている。
化学物質の有害性は、傷害を受ける臓器、メカニズム、エンドポイントなどによって、急性毒性、皮膚腐食性/刺激性、眼に対する重篤な損傷性/眼刺激性、呼吸器感作性、皮膚感作性、光毒性、変異原性、発癌性、生殖毒性などのそれぞれの観点から検証され、薬学的には投与（吸収）経路によって毒物区分することは無い。もっとも近い学術用語は「経皮毒性」であり、皮膚に適用した試験という意味で用いられる。

### アレルギーは毒ではない
皮膚は外界から体を防御するバリアであるため、普通は何らかの物質が皮膚から容易に吸収されることは無いと考えられている。場合によっては、皮膚から吸収された物質が何らかの影響を与えることはある。例えばニッケルアレルギーなど金属アレルギーは、汗など微量に溶け出した金属イオンが皮膚を通じて吸収されることによって起こる。だからと言って、全ての人がニッケルにより皮膚炎を起こす訳ではなく、アレルギー体質を有する場合に於いて、通常人では問題がない量でも微量にイオンを吸収することで症状が現れるに過ぎない。アルコールアレルギーの患者の手にアルコールをつけると手がかぶれるのと同じ理屈である。
従って毒性を考える上では物質の性質のみならず、生体側の要因も考慮しなければならない。一般に物質の毒性を評価する場合、細胞レベルの実験で結論が出されることはなく、複数種の動物実験の結果や疫学調査により総合的にその物質のヒトでの許容量が決定される。なお、国内外で進められている化学物質の安全性点検の状況は、外部リンクから参照できる。
「茶のしずく石鹸」は単なるアレルギーの範疇を超えた健康被害が確認されたため自主回収に及んでおり、これを以て経皮毒の存在を信じる者もいるのが現実である。

### 日用家庭用品
日用家庭用品の場合、経皮吸収を含めて、製品の安全性評価を行うことは、当然のこととされている。
薬機法で定める化粧品（シャンプー類も含む）の場合、「化粧品基準」で、「化粧品の原料は、それに含有される不純物等も含め、感染のおそれがある物を含む等その使用によって保健衛生上の危険を生じるおそれがある物であってはならない。」と定められている。
経皮毒と言われているものの中には、シャンプーや リンス，石けんなどのすすぎ残しや過度の使用による刺激性皮膚炎や手湿疹等の経皮毒の概念を用いる必要のないものも含まれる。「強力な洗浄力をもつアニオン系界面活性剤だから，皮膚の皮脂も強力に落としてしまい，その結果として皮膚を乾燥させる」といった医学的根拠を、わざわざ経皮毒という用語で説明する者もいる。中には、俗説の割に真剣に報道するメディアもある。
インターネット上には「毒」を体外へ排除することを根本原理とする種々の健康法に関する情報が溢れているが経皮毒もその一つである（記事 デトックス#問題点に詳しい）。それらの健康法に関する記述の多くは、科学的な裏付けがない。

## 業務停止命令
平成20年2月20日、経済産業省は、経皮毒という用語を用いて他社製品の不安をあおり自社商品購入の勧誘を行っていたニューウエイズの事業者に対して、特定商取引法第34条第1項第1号（商品についての不実告知）を適用し、業務停止命令を出した。経済産業省が発表した文書のなかで、当該部分は以下の通りである。

## 関連文献
- 稲津教久、竹内久米司『「経皮毒」皮膚からあなたの体は冒されている！』日東書院、2005年。
- 山下玲夜、監修稲津教久『見てわかる！図解経皮毒』日東書院、2005年。